# U-570 Contrattacco siluri
U-570 Contrattacco siluri è un film diretto da Spencer Gordon Bennet.

## Trama
Seconda guerra mondiale. A Paul Turner, che fino a quel momento si era occupato di formazione accademica, viene assegnato il comando del sommerigibile Seahawk, con la missione di scoprire il motivo e il luogo di un enigmatico concentramento navale nipponico. Il comandante si dedica alla missione affidatagli, ma deve vincere il malumore dei suoi uomini che mal sopportano di essere tagliati fuori dal conflitto attivo. Il sommergibile penetra nel porto giapponese e Turner trasmette al comando una serie di informazioni che consentono un'operazione distruttiva nei confronti del nemico. Dopo aver rischiato l'affondamento, Turner silura una portaerei destando l'entusiasmo dell'equipaggio, poi torna felicemente alla base e gli uomini, intrappolati in un compartimento stagno e costretti ad abbandonare il sottomarino, vengono recuperati.